# Conoclinium
Conoclinium là một chi thực vật có hoa trong họ Cúc (Asteraceae).

## Loài
Chi Conoclinium gồm các loài: